# Yvonne Viseux
Pour les articles homonymes, voir Viseux.
Yvonne Viseux, née le 9 mai 1927 dans le 10e arrondissement de Paris et morte le 31 janvier 2018 à Gaillac, est une Française élue Miss Côte d'Azur 1946, puis Miss France 1947. Elle est la 17e Miss France.

## Biographie
Yvonne Viseux naît en 1927. Son père, retraité de gendarmerie, s'installe avec sa famille à Camon dans la Somme, au 27 rue Roger Allou.
Elle est la quatrième enfant de cette famille et a sept frères et sœurs.
Elle est élue Miss Côte d'Azur en 1947.

## Élection
En 1946 est créé le comité Miss France : Guy Rinsaldo et Louis de Fontenay le dirigeront. La première élection des Miss France dans ce comité se déroule au Palais de Chaillot, à Paris. 15 candidates prennent part à l'élection qui a lieu le 22 décembre 1946,. « Le jury, composé de personnalités du spectacle, de la couture et de la vie parisienne » se décide sans trop de difficulté. 
C'est Yvonne Viseux, Miss Côte d'Azur, qui devient « l'ambassadrice de l'élégance française ». Elle a comme dauphine Jacqueline Donny, Miss Paris, qui lui succédera l'année suivante.